# Athetis farinacea
Athetis farinacea är en fjärilsart som beskrevs av Moore 1888. Athetis farinacea ingår i släktet Athetis och familjen nattflyn. Inga underarter finns listade i Catalogue of Life.